# Lliga catalana de bàsquet femenina 2000-2001
La XV Lliga Catalana Femenina 2000-2001 fou la quinzena edició de la Lliga catalana de bàsquet. La competició se celebrà des del 27 d'agost al 10 de setembre de 2000 i fou organitzada per la Federació Catalana de Basquetbol. Hi participaren la Universitat de Barcelona BF, vigent campió, BF L'Hospitalet i Santa Rosa de Lima, que disputaren una fase prèvia en format de lligueta a doble volta per determinar els dos finalistes. Es classificaren per disputar la final la Universitat de Barcelona BF, com a primer classificat, i el Santa Rosa de Lima, com a segon.

## Fase regular

### Competició

#### Taula de resultats
| Casa \ Fora                 | HOS   | LIM   | UB    |
| --------------------------- | ----- | ----- | ----- |
| BF L'Hospitalet             | —     | 66–67 | 71–58 |
| Santa Rosa de Lima          | 84–66 | —     | 47–76 |
| Universitat de Barcelona BF | 82–63 | 69–64 | —     |

#### Lligueta
| En negreta = Equip guanyador Pts = Punts Nota: Noms dels equips segons l'època |

| 27 d'agost de 2000 | Universitat de Barcelona BF | 82–63   | BF L'Hospitalet | Barcelona                 |  |
| 19:00              |                             |         |                 |                           |  |
|                    |                             | Informe |                 | Poliesportiu del Guinardó |  |

| 30 d'agost de 2000 | Santa Rosa de Lima | 47–76   | Universitat de Barcelona BF | Barcelona            |  |
| 20:30              |                    |         |                             |                      |  |
|                    |                    | Informe |                             | Pavelló Llars Mundet |  |

| 3 de setembre de 2000 | BF L'Hospitalet | 66–67   | Santa Rosa de Lima | L'Hospitalet de Llobregat |
| 12:15                 |                 |         |                    |                           |
|                       |                 | Informe |                    |                           |

| 6 de setembre de 2000 | BF L'Hospitalet | 71–58   | Universitat de Barcelona BF | L'Hospitalet de Llobregat |
| 21:15                 |                 |         |                             |                           |
|                       |                 | Informe |                             |                           |

| 9 de setembre de 2000 | Universitat de Barcelona BF | 69–64   | Santa Rosa de Lima | Barcelona                 |  |
| 12:00                 |                             |         |                    |                           |  |
|                       |                             | Informe |                    | Poliesportiu del Guinardó |  |

| 10 de setembre de 2000 | Santa Rosa de Lima | 84–66   | BF L'Hospitalet | Barcelona            |  |
| 11:30                  |                    |         |                 |                      |  |
|                        |                    | Informe |                 | Pavelló Llars Mundet |  |

### Classificació
Després de la finalització de la lligueta, es classificaren per disputar la final la Universitat de Barcelona BF i el Santa Rosa de Lima.
| # | Equip                       | PJ | PG | PP | PF  | PC  | BA  |
| - | --------------------------- | -- | -- | -- | --- | --- | --- |
| 1 | Universitat de Barcelona BF | 4  | 3  | 1  | 285 | 245 | +40 |
| 2 | Santa Rosa de Lima          | 4  | 2  | 2  | 262 | 277 | -15 |
| 3 | BF L'Hospitalet             | 4  | 1  | 3  | 266 | 291 | -25 |

## Final
Els dos equips finalistes havien de disputar la final de XV Lliga Catalana Femenina amb un data i seu per determinar. Tanmateix, davant la incompatibilitat de dates s'acabà suspenent. Es proclamà campió la Universitat de Barcelona BF per haver quedat primer a la fase prèvia i guanyà el seu quart títol.
| En negreta = Equip guanyador Pts. = Punts Rbs. = Rebots Nota: Noms dels equips segons l'època |

| per determinar | Universitat de Barcelona BF | vs. | Santa Rosa de Lima | per determinar |

| Universitat de Barcelona BF | Santa Rosa de Lima |

| #              | Jugadora          | Pts | Rbs. |
| -------------- | ----------------- | --- | ---- |
|                | Nieves Ayuso      |     |      |
|                | Mireia Bargalló   |     |      |
|                | Anna Folch        |     |      |
|                | Sandra Gallego    |     |      |
|                | Gertrudis Gómez   |     |      |
|                | Laia Palau        |     |      |
|                | Núria Martínez    |     |      |
|                | Korana Longin     |     |      |
|                | Lidia Mirchandani |     |      |
|                | Elisabeth Cebrián |     |      |
|                | Rosa Pérez        |     |      |
|                | Paula Seguí       |     |      |
|                | Efthinia Vardaki  |     |      |
| Total          |                   |     |      |
| Entrenadora    |                   |     |      |
| Carme Lluveras |                   |     |      |

| Campió de la Lliga Catalana 2000-2001   |
| --------------------------------------- |
| Universitat de Barcelona BF Quart títol |

| #               | Jugadora            | Pts | Rbs. |
| --------------- | ------------------- | --- | ---- |
|                 | Monica Balaguè      |     |      |
|                 | Cathy Boswell       |     |      |
|                 | Raquel Callejón     |     |      |
|                 | Laura Cano          |     |      |
|                 | Montserrat Gilabert |     |      |
|                 | Anna Isabel Jiménez |     |      |
|                 | Marta Navarro       |     |      |
|                 | Noelia Parrilla     |     |      |
|                 | Sandra Peña         |     |      |
|                 | Susana Senra        |     |      |
|                 | Marta Soler         |     |      |
|                 | Laura Villaescusa   |     |      |
| Total           |                     |     |      |
| Entrenador      |                     |     |      |
| Jordi Fernández |                     |     |      |